# Битва у Сієтлі
«Битва у Сієтлі» (англ. Battle in Seattle) — американська драма режисера, сценариста і продюсера Стюарта Тавнсенда, що вийшла 2007 року. У головних ролях Мартін Гендерсон, Мішель Родрігес, Шарліз Терон, Вуді Гаррельсон. Стрічка знята на основі реальних подій.
Вперше фільм продемонстрували 8 вересня 2014 року у Канаді на Міжнародному кінофестивалі у Торонто. В Україні у кінопрокаті фільм не демонструвався.

## Сюжет
Стрічка розповідає про масові протести, що були спрямовані проти політики Світової організації торгівлі і відбувалися у Сієтлі 1999 року під час конференції міністрів країн-членів СОТ.

## Творці фільму

### Знімальна група
Кінорежисер — Стюарт Тавнсенд, сценаристом був Стюарт Тавнсенд, кінопродюсерами — Стюарт Тавнсенд, Мері Алое і Кірк Шоу, виконавчі продюсери — Ашок Амрітадж, Крістіан Арнольд-Бейтель, Майкл А. Ді Манно, Скотт Фішер, Самуїл Г. Френкель, Тім МакҐрат, Ванесса Перейра, Р. Скотт Рід, Жюльєн Ремільярд, Джеффрі Тейлор і Ґевін Вайлдінґ. Композитори: Ніл Девідж і Роберт дель Ная, кінооператор — Баррі Екройд, кіномонтаж: Вес Дентон і Фернандо Виллена. Підбір акторів — Сара Фінн і Ренді Гіллер, художник-постановник — Кірстен Френсон, художник по костюмах — Шеннон Мерфі.

### У ролях
| Актор               | Персонаж                   | Роль                                       |
| ------------------- | -------------------------- | ------------------------------------------ |
| Мартін Гендерсон    | Джей англ. Jay             | один з лідерів протесту                    |
| Мішель Родрігес     | Лу англ. Lou               | одна з лідерів протесту                    |
| Шарліз Терон        | Елла англ. Ella            | кореспондентка одного з телеканалів Сієтлу |
| Вуді Гаррельсон     | Дейл англ. Dale            | поліцейський, напарник Джонсона            |
| Андре Бенджамін     | Джанґо англ. Django        | один з лідерів протесту                    |
| Конні Нілсен        | Джин англ. Jean            |                                            |
| Рей Ліотта          | Джім Тобін англ. Jim Tobin | мер Сієтла                                 |
| Ці Ма               | Губернатор англ. Governor  | частково оснований на Гері Лоці            |
| Ченнінг Татум       | Джонсон англ. Johnson      | поліцейський, напарник Дейла               |
| Івана Миличевич     | Карла англ. Carla          |                                            |
| Дженніфер Карпентер | Сем англ. Sam              |                                            |
| Джошуа Джексон      | Рендалл англ. Randall      |                                            |
| Ісаак де Банколе    | Абасі англ. Abasi          |                                            |

## Сприйняття

### Критика
Фільм отримав змішані відгуки: Rotten Tomatoes дав оцінку 53 % на основі 82 відгуків від критиків (середня оцінка 5,7/10) і 65 % від глядачів зі середньою оцінкою 3,5/5 (9,608 голосів). Загалом на сайті фільми має змішаний рейтинг, фільму зарахований «гнилий помідор» від кінокритиків, проте «попкорн» від глядачів, Internet Movie Database — 6,7/10 (11 805 голосів), Metacritic — 54/100 (17 відгуків критиків) і 7,3/10 від глядачів (7 голосів). Загалом на цьому ресурсі від критиків фільм отримав змішані відгуки, а від глядачів — позитивні.

### Касові збори
Під час показу у США, що розпочався 19 вересня 2008 року, протягом першого тижня фільм показали у 8 кінотеатрах і він зібрав 46,903 $, що на той час дозволило йому зайняти 46 місце серед усіх прем'єр. Показ фільму протривав 84 дні (12 тижнів) і за цей час фільм зібрав у прокаті у США 224,169  доларів США (за іншими даними 223,537 $), а у решті світу 684,678 $ (за іншими даними 650,000 $), тобто загалом 908,847 $ (за іншими даними 873,537 $) при бюджеті 8 млн $.

### Нагороди і номінації
| Номінації і перемоги фільму «Битва у Сієтлі» | Номінації і перемоги фільму «Битва у Сієтлі» | Номінації і перемоги фільму «Битва у Сієтлі»              | Номінації і перемоги фільму «Битва у Сієтлі» | Номінації і перемоги фільму «Битва у Сієтлі» |
| Рік                                          | Нагорода                                     | Категорія                                                 | Номінант                                     | Результат                                    |
| -------------------------------------------- | -------------------------------------------- | --------------------------------------------------------- | -------------------------------------------- | -------------------------------------------- |
| 2008                                         | Ірландська нагорода кіно і телебачення       | Найкращий сценарій для фільму                             | Стюарт Тавнсенд                              | Номінація                                    |
| 2008                                         | Leo Awards                                   | Найкращий дизайн костюмів у повнометражній художній драмі | Андреа Дісрочс                               | Номінація                                    |
| 2008                                         | Leo Awards                                   | Найкраща повнометражна художня драма                      | Кірк Шоу                                     | Номінація                                    |
| 2008                                         | Leo Awards                                   | Найкраща постановка у повнометражній художній драмі       | Кріс Авґуст                                  | Номінація                                    |

### Виноски
1. 1 2 3  Battle in Seattle: Release Info (англ.). Internet Movie Database. Архів оригіналу за 7 квітня 2015. Процитовано 5 жовтня 2014.
2. 1 2  Battle in Seattle (англ.). Internet Movie Database. Архів оригіналу за 12 вересня 2014. Процитовано 5 жовтня 2014.
3. 1 2 3 4  Battle in Seattle (англ.). Box Office Mojo. Архів оригіналу за 6 жовтня 2014. Процитовано 5 жовтня 2014.
4. 1 2 3 4  Battle in Seattle (англ.). The Numbers. Архів оригіналу за 6 жовтня 2014. Процитовано 5 жовтня 2014.
5. ↑  Battle in Seattle (англ.). Allmovie. Архів оригіналу за 15 лютого 2020. Процитовано 5 жовтня 2014.
6. ↑  Битва в Сиэтле. Премьеры (рос.). КиноПоиск. Архів оригіналу за 6 жовтня 2014. Процитовано 5 жовтня 2014.
7. ↑  Battle in Seattle: Full Cast & Crew (англ.). Internet Movie Database. Архів оригіналу за 6 квітня 2015. Процитовано 5 жовтня 2014.
8. ↑  Battle in Seattle (англ.). Rotten Tomatoes. Архів оригіналу за 27 жовтня 2014. Процитовано 5 жовтня 2014.
9. ↑  Battle in Seattle (англ.). Metacritic. Архів оригіналу за 15 грудня 2014. Процитовано 5 жовтня 2014.
10. ↑  Battle in Seattle: Awards (англ.). Internet Movie Database. Архів оригіналу за 7 квітня 2015. Процитовано 5 жовтня 2014.